# Sant Martí de la Bastida de Sort
Sant Martí de la Bastida de Sort és l'església del poble de la Bastida de Sort, del terme municipal de Sort, dins de l'antic terme municipal de Sort, a la comarca del Pallars Sobirà. És una obra inclosa a l'Inventari del Patrimoni Arquitectònic de Catalunya.

## Descripció
Està situada en el centre de la zona de llevant del petit poble de la Bastida de Sort. Davant seu s'obre la plaça del lloc i al seu redòs, pel costat meridional, es troba el cementiri parroquial.
És una església petita i moderna, d'una sola nau ampla, amb un campanaret d'espadanya al centre de la façana occidental, damunt de la porta d'entrada al temple.
Església de modestes dimensions, de planta rectangular i capçalera orientada, porta d'arc de mig punt a la façana de ponent, en la qual s'obre també un petit ull de bou sota mateix de l'espadanya de dos arcs sobreposats. La coberta a dues aigües és de licorella, L'aparell és de pedra pissarrosa, sense desbastar, excepte l'espadanya, que és de nova factura i està arrebossada.